# Eitelhans Ziegelmüller
Eitelhans Ziegelmüller (* um 1485 in Neuhaus bei Oberteuringen; † 15. Oktober 1545 in Oberteuringen) war ein Bauernführer im Deutschen Bauernkrieg 1524/25. Er leitete als Hauptmann des Bermatinger Haufens eine der drei Abteilungen des Seehaufens und war als dessen Heerführer in der Schlacht von Weingarten eine der zentralen Führungsfiguren.

## Leben

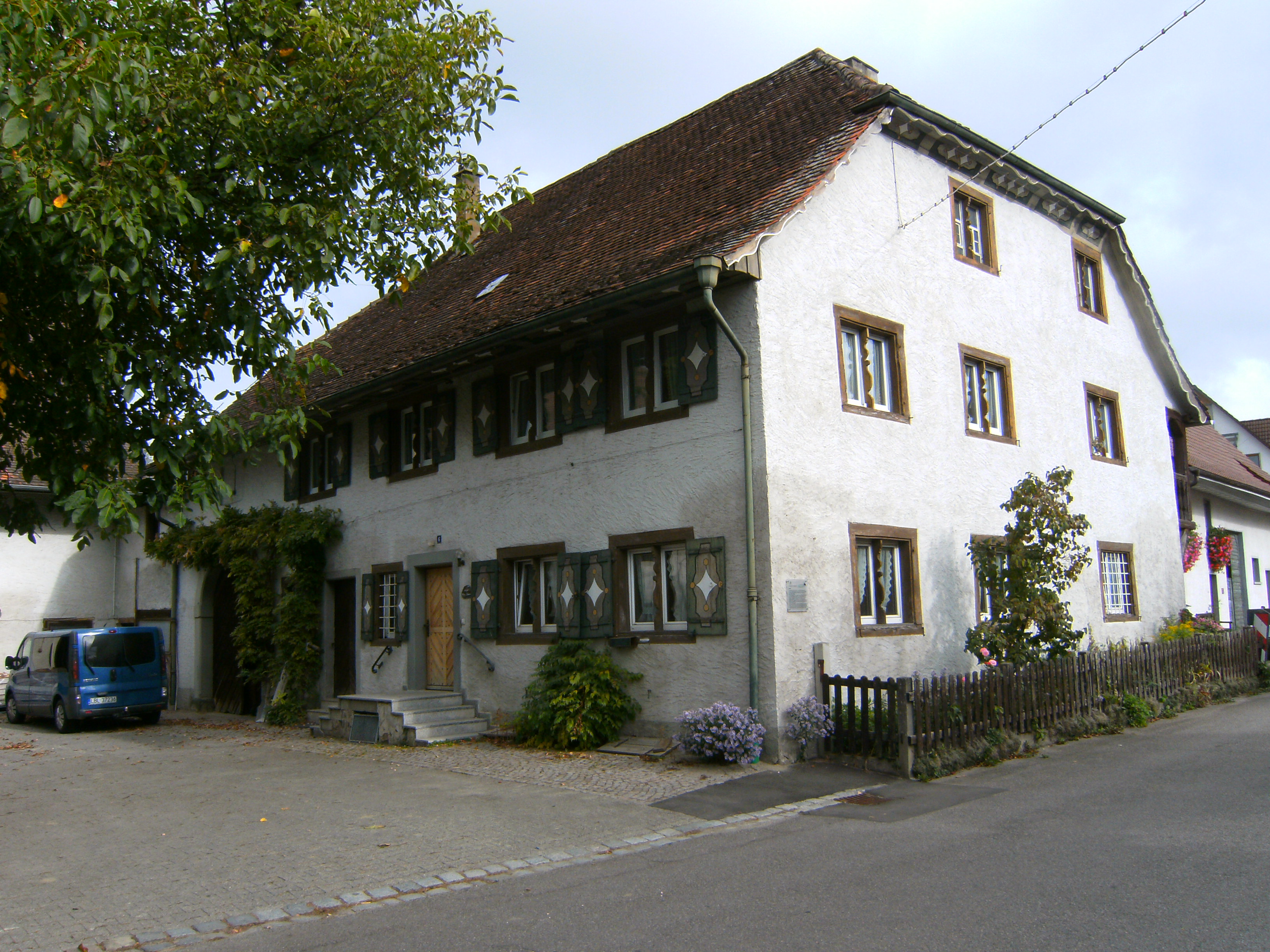
Bermatingen im Bodenseekreis: Gebäude Kehlhof. Hauptquartier von März bis April 1525 von Eitelhans Ziegelmüller im Deutschen Bauernkrieg

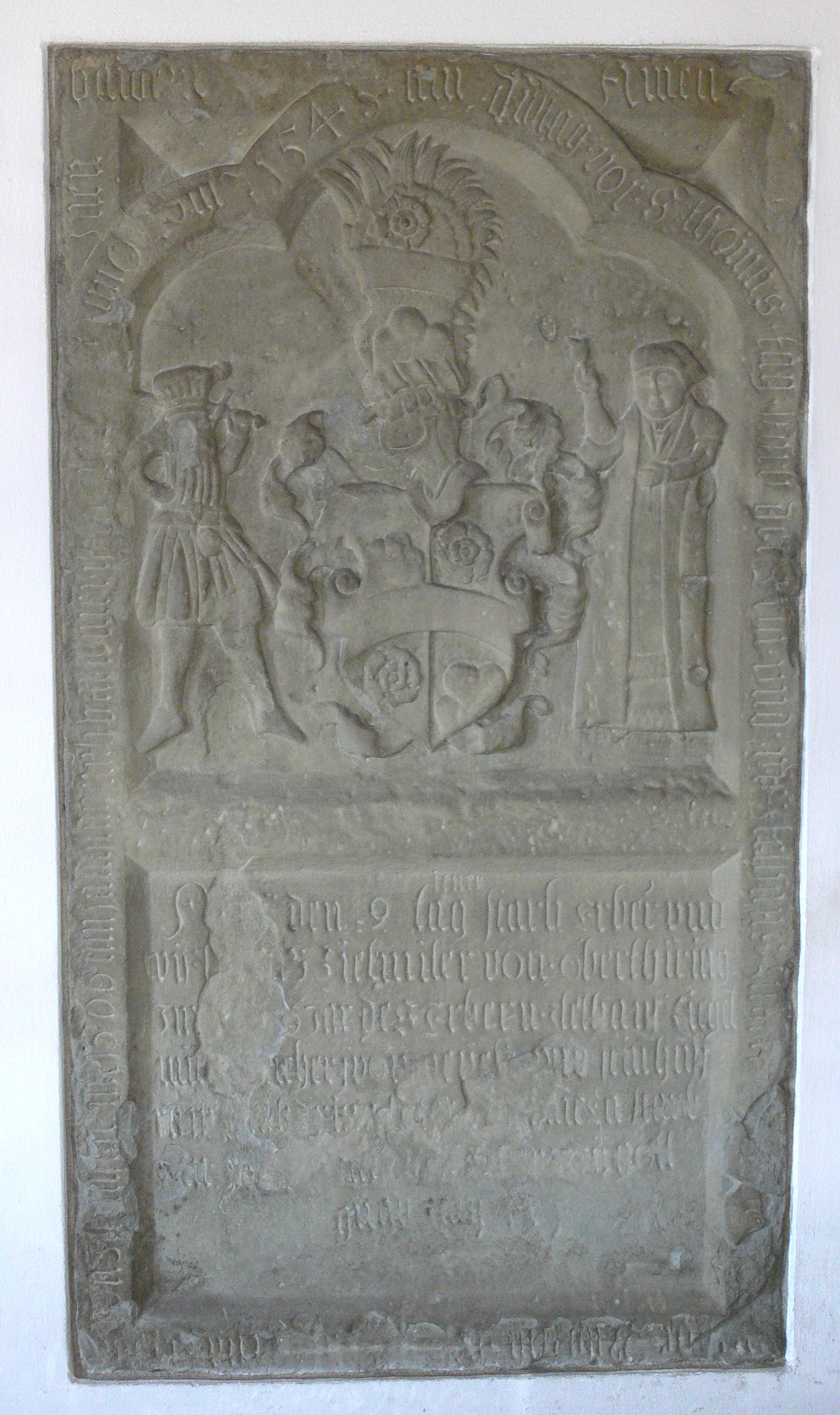
Pfarrkirche St. Martinus, Oberteuringen, Bodenseekreis. Epitaph für den Bauernkriegsführer und späteren Unterlandsvogtstellvertreter Eitelhans Ziegelmüller, 16. Jh.

Über seine Jugend ist wenig bekannt. Er war einer von vier Söhnen des Müllers Hermann Ziegelmüller aus Teuringen. Aus seinem späteren Lebensweg lässt sich vermuten, dass er strategische Erfahrung in seiner Jugend als Landsknecht gesammelt haben muss.
Eine erste Erwähnung findet 1510 statt. In diesem Jahr wurde er Eigenbauer des Stiftes St. Johann in Konstanz und erhielt die Mühle zu Oberteuringen als Lehen. Am 10. Februar 1525 wurde er zum Ammann des vorderösterreichischen Gebietes „zu und um Ailingen“ ernannt.
Drei bis vier Wochen später wurde er zum Hauptmann des Bermatinger Haufens gewählt, der sich später dem Seehaufen (zusammen mit dem Baltringer Haufen und dem Allgäuer Haufen bildete dieser das Bauernheer) anschloss. Als Hauptmann spielte er weiterhin eine Rolle im Bauernkrieg.
In der Aufstellung zur Entscheidungsschlacht vor Weingarten war Eitelhans Ziegelmüller der entscheidende Stratege des Bauernheeres. Der Ausgang der Schlacht war ungewiss und veranlasste Georg III. von Waldburg (Bauernjörg) zum Vertrag von Weingarten. Dieser Vertrag war das Ende der Revolution des Gemeinen Mannes in Oberschwaben, aber nicht das Ende der Karriere von Eitelhans Ziegelmüller.
Im Dienste von Georg III. vertrat er 1529–1530 als Abgeordneter die Landvogtei Schwaben in Innsbruck und Linz. 1529 konnte er für den Kaiser in Österreich seine überragende strategische Begabung im Kampf gegen die Türken unter Beweis stellten. 1541 wurde er als Unterlandvogteiverweser in die höchste Beamtenposition unter dem vorderösterreichischen Landvogt befördert.
Eitelhans Ziegelmüller zählte zur bäuerlichen Oberschicht und verstarb laut Grabstein als Ritter. Seine Frau Anna Kremblerin starb 1566 (laut gemeinsamen Grabstein in der Pfarrkirche St. Martinus in Oberteuringen)
Über seine „politische Einstellung“ in unserem Sinne ist wenig bekannt. Sie entspricht wohl den Memminger Artikeln und war wahrscheinlich beeinflusst durch die Reformation in Konstanz, die geprägt war durch den Humanisten Erasmus von Rotterdam und den Reformator Zwingli aus Zürich. Dies lässt sich daraus ersehen, dass er sich für eine neue Landschaftliche Ordnungsstruktur im Sinne des „Göttlichen Rechtes“ einsetzte.